# Bucy-Saint-Liphard
Bucy-Saint-Liphard ist eine französische Gemeinde mit 208 Einwohnern (Stand: 1. Januar 2022) im Département Loiret in der Region Centre-Val de Loire. Sie gehört zum Arrondissement Orléans und zum Kanton Meung-sur-Loire. Die Einwohner werden Bucéens genannt.

## Geographie
Bucy-Saint-Liphard liegt etwa zehn Kilometer nordwestlich von Orléans. Umgeben wird Bucy-Saint-Liphard von den Nachbargemeinden Boulay-les-Barres im Norden und Nordosten, Ormes im Osten, Ingré im Südosten, Chaingy im Süden, Huisseau-sur-Mauves im Südwesten, Rozières-en-Beauce im Westen sowie Gémigny im Nordwesten.
Durch die Gemeinde führt die frühere Route nationale 157 (heutige D2157).

## Bevölkerungsentwicklung
| Jahr                       | 1962 | 1968 | 1975 | 1982 | 1990 | 1999 | 2006 | 2018 |
| Einwohner                  | 140  | 170  | 245  | 231  | 227  | 217  | 210  | 186  |
| Quellen: Cassini und INSEE |      |      |      |      |      |      |      |      |

## Sehenswürdigkeiten

Kirche Saint-Liphard

- Kirche Saint-Liphard
- Schloss